# Kolhapur

Bandera maratha en ús a Kolhapur

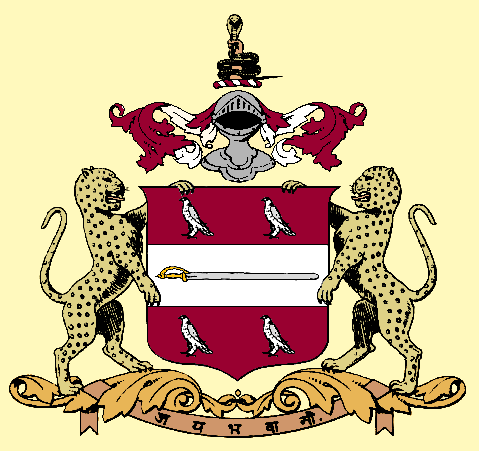
Escut

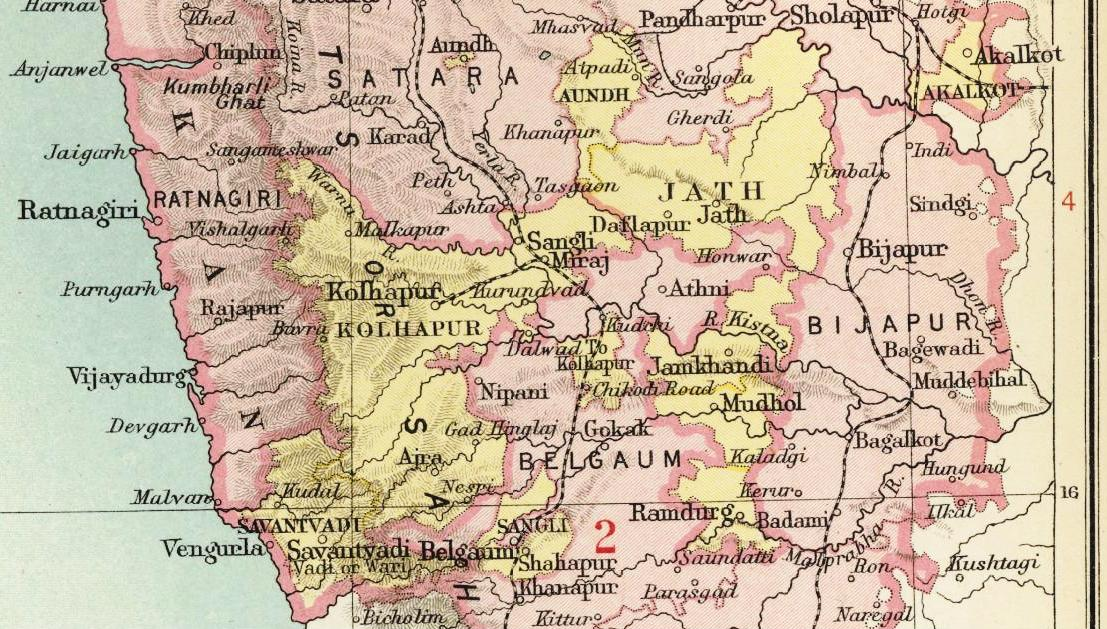
Kolhapur a un mapa de l'Imperial Gazetteer of India.

Kolhapur fou un estat tributari protegit de l'Índia Central, a la Presidència de Bombai, agència política dels Estats Marathes del Sud, després a l'Agència d'Estats del Dècan. Fou el quart estat maratha en importància després de Baroda, Gwalior i Indore. Els ingressos el 1882-83 foren de 221.976 lliures.

## Geografia
El principat tenia al nord al riu Warna (que el separava del districte britànic de Satara), al nord-est el riu Kistna, que el separava dels estats de Sangli, Miraj Júnior i Kurundwad; a l'est i dus amb el districte de Belgaum i a l'oest amb les muntanyes Sahyadri que separen Sawantwari al sud-oest de Ratnagiri a l'oest. En el territori es parlava en part maratha i en part canarès. La superfície era de 7.293 km² (1881) o 3.165 km² (1901) i la població el 1872 de 804.103 habitants, el 1881 de 800.189 habitants i el 1901 de 910.011 habitants, repartits en 1061 pobles (1079 el 1901). La capital era Kolhapur (ciutat) amb 38.599 habitants el 1881 i 54.373 el 1901. Les ciutats principals eren Inchalkaranji (9.107 i 12.920 habitants); Shirol (6.944 i 7.864); Kagal (6.371 i 7.688); i Gadh Hinglaj (5.002 i 6.373) i les municipalitat el 1881 eren Kolhapur, Narsobachi Vadi, Inchalkaranji i Kagal i el 1901 les mateixes i Wadgaon, Hatkalangda, Shirol, Gad-Hinglaj, Katkol i Malkapur. Altres poblacions destacades eren Hatkalangada, Katkol i Malkapur. La majoria de la població era hindú (més del 89%).

## Administració
El 1901 estava dividit en sis pethes o talukes i 9 estat feudataris. Les primeres eren: 
- Petha Karvir (Kolhapur)
- Petha Panhala, incloent-hi el mahal de Chanwad
- Petha Alte
- Petha Shirol, incloent-hi el mahal de Raybag
- Petha Gad-Hinglaj, incloent-hi el mahal de Katkol
- Petha Bhudhargarh

## Feudataris
L'estat tenia 13 zamindaris importants (entre els quals els quatre gran feudataris del raja): Vishalgarh, Bavra, Kagal, Inchalkaranji, Jagatguru, Guru Maharaj, Torgal, Kapsi, Dattaji Rao, Datwad, Himat o Himmat Bahadur, Sarlashkar o Sir Lashkar, i Patankar; els seus caps pagaven tribut o nazar a Kolhapur al mument de la successió i generalment una contribució anual. Els quatre grans feudataris eren Vishalgarh, Bavra, Kagal i Inchalkaranji.
El 1901 la Gaseta Imperial assenyala únicament 9 estats feudataris dels que cinc eren considerats grans feudataris: Vishalgarh, Bavda, Kagal (sènior), Kapsi i Ichalkaranji. Els altres quatre eren Kagal júnior, Torgal, Himmat Bahadur i Sarlashkar Bahadur.

## Policia i exèrcit
L'estat està autoritzat a mantenir una petita força armada que el 1880 era de 1.684 homes. La policia la formaven 646 homes. El 1900 les forces militars s'havien reduït a 710 homes i la policia ampliat a 873.

## Bandera
La tradicional bandera maratha safrà, rectangular forcada, fou la bandera de l'estat.

## Història
Sota el sultanat de Bijapur Sivaji el Gran va obtenir la possessió de diverses fortaleses a la zona que va perdre i recuperar diverses vegades; a la seva mort van passar al seu fill Sambhaji i després sota administració del seu germà petit Raja Ram. Aquest va morir el 3 de març de 1700, Aleshors l'hereu legítim de l'estat maratha, Shahu, fill del fill gran de Sivaji el Gran, Sambhaji, estava presoner dels mogols, i la vídua de Raja Ram, Tarabai va proclamar al seu propi fill (i de Raja Ram), Kshatrtiya-Kulawatasana Sinhasanadhishwar Shrimant Rajashri Shivaji II Chhatrapati Maharaj com a sobirà sota la seva regència amb seu a Vishalgarh (10 de març). El 1707 els mongols van alliberar a Shahu i va retornar per reclamar l'herència (12 d'octubre de 1707). Va derrotar a la regent a la batalla de Khed i es va establir a Satara mentre la regent es va haver de retirar cap a Panhala (i després a Kolhapur) quedant establerts dos principats de facto (1710). Les branques de Satara i Kolhapur van estar enfrontades durant més de 20 anys.
Sivaji (II) fou deposat pel seu germà petit Sambhaji II (2 d'agost de 1714). Sivaji II fou empresonat i va morir de verola a Panhala el 14 de març de 1726. Sambhaji va traslladar la capoital de Panhala a Kolhapur, i va signar un tractat amb els sobirans de Satara (tractat de Warna de 13 d'abril de 1731) pel qual la dinastia de Kolhapur reconeixia la supremacia de Shahu i aquest reconeixia a Kolhapur com a principat separat. Així Sambhaji va passar a ser Sambhaji I.
A la mort de Sambhaji el 18 de desembre de 1760 deixant només una filla, la línia directe es va extingir. La quarta vídua Shrimant Akhand Soubhagyavati Jijibai Sahib Maharaj Bhonsle va assolir la regència (que va exercir fins al 17 de febrer de 1773) i va adoptar a un membre de la família Bhonsle el 27 de setembre de 1762. A la seva mort va assolir la regència la sisena vídua Shrimant Akhand Soubhagyavati Durgabai Sahib Maharaj Bhonsle va ocupar la regència fins a la seva mort el 18 de juliol de 1779) dia en què el príncep adoptat fou declarat major d'edat. En aquest temps el port de Mai o Malwan a Kolhapur realitzava activitat de pirateria i el govern de Bombai va enviar una expedició contra Kolhapur el 1765.
L'adoptat esmentat abans fou Shrimant Rajashri Shahu Shivaji III Chhatrapati Maharaj (Sivaji II) nascut el 16 de març de 1756 amb el nom de Shrimant Mankajirao Bhonsle àlies Baba Sahib. El govern de Bombai va enviar contra l'estat, a causa de les piraterias de Malwan, una segona expedició el 1792, i el raja va acceptar pagar una compensació per les pèrdues britàniques des de 1785 i permetre l'establiment de factories comercials a Malwan i Kolhapur. Les guerres i conflictes interns als estats veïns de Patwardhans, Sawantwari i Nipani van afectar gradualment el poder de Kolhapur. El 1811 (o 1812) es va signar un tractat amb el govern britànic segons el qual, a canvi de la cessió de diversos forts, els britànics agafaven la protecció del sobirà i els seus estats contra poders exteriors; el sobirà s'obligava a no fer la guerra a altres estats i a sotmetre totes les disputes a l'arbitratge britànic. Va morir a Panhala el 24 d'abril de 1813; de les seves 13 dones va tenir tres fills (dels quals el més jove Shrimant Rajaram Maharaj Sahib va morir amb pocs anys) i sis filles, i el va succeir el fill gran Shrimant Rajashri Shambhaji III (àlies Shambhu) Chhatrapati Maharaj (àlies Aba Sahib), conegut com a Sambhaji II) nascut el 1801.
A la guerra contra el peshwa maratha (1817-1818) Kolhapur va estar al costat dels britànics i en recompensa les comarques de Chikori i Manoli, que li havia arrabassat el raja de Nipani, li foren retornades. Fou assassinat al palau reial de Kolhapur per un membre de la família Mohite el 2 de juliol de 1821 deixant només un fill que el va succeir, Shrimant Rajashri Shivaji III Chhatrapati Maharaj (àlies Bala Sahib), nascut el 1816; fou coronat el 17 de juliol de 1821 i va quedar sota regència del seu oncle Shrimant Rajashri Shahaji Chhatrapati Maharaj (àlies Buwa Sahib, que era germà del seu pare) però el nou sobirà va morir de varicel·la el 3 de gener de 1822 i el regent, segon en l'orde de successió, va esdevenir sobirà amb el nom de Shahji o Shahaji I. Va tenir alguns conflictes amb els britànics però va rebre salutació personal de 21 canonades el 1827; no obstant el 1829 les regions de Chikori i Manoli van ser annexionades pels britànics al·legant que el raja no actuava d'acord amb el tractat i havia fet diversos atacs. Shihaji va morir a Yevati el 29 de novembre de 1838 deixant tres fills (el segon Shrimant Rajkumar Shahu Maharaj Bhonsle àlies Chima Sahib, va estar implicat en la revolta de 1857 i fou deportat a Karachi el 1858 on va morir sense fills el 1869; i el tercer fill Shrimant Rajkumar Rajaram Maharaj Bhonsle àlies Bala Sahib, va morir jove) i dues filles.
El va succeir el fill gran Shrimant Rajashri Shivaji V Chhatrapati Maharaj Shahaji Dam Altaphoo (àlies Baba Sahib), o Sivaji V, nascut el 26 de desembre de 1830, que fou coronat el 13 de desembre de 1838 i va regnar sota un consell de regència fins a la majoria d'edat el 1863. Els conflictes entre els membres de la regència van comportar certa anarquia i els britànics van nomenar un administrador anglès. Això va portar aviat a una revolta general que es va estendre a l'estat veí de Sawantwari. Els britànics van sufocar la revolta i els forts del país foren desmantellats i el sistema de guarnicions hereditàries suprimit; l'exèrcit de l'estat fou llicenciat i reemplaçat per cossos locals. La salutació d l'estat va passar a 17 canonades hereditàries i la seva personal a 19 canonades. El 1862 es va signar un tractat amb Sivaji IV que posava la seva administració sota vigilància i consell del govern britànic. Dies abans de la seva mort el 1866 se li va permetre adoptar un successor, el fill de la seva germana.
Sivaji V va morir a Kolhapur el 4 d'agost de 1866, havent tingut tres fills, el més gran dels quals Shrimant Yuvraj Shahaji I Chhatrapati Maharaj Bhonsle àlies Bala Sahib va morir amb un any, el segon va morir amb dos anys i el tercer amb 5 anys. La succeessió va recaure per adopció en Shrimant Rajashri Rajaram II Chhatrapati Maharaj Sahib Bahadur, nascut el 1850, fill de la seva germana i filla gran de Shahaji I (formalitzada l'1 d'agost de 1866) i coronat el 17 d'agost de 1866 governant sota un consell de regència. El 26 de juny de 1867 se li va concedir a l'estat salutació hereditària de 19 canonades. El 1870 el raja va fer una visita a Europa i va morir a Florència el 30 de novembre de 1870. Només va deixar una filla.
La vídua Rani Tarabai Sahib Bhonsle (la primera vídua de Rajaram II) va adoptar a un membre de la família Bhonsle de nom Shrimant Narayanrao Dinkarrao Bhonsle (fill de Meherban Shrimant Sardar Dinkarrao Narayanjirao Bhonsle [Khanwatkar] de Sawarde) el 12 d'octubre de 1871 i va pujar al tron el mateix dia amb el nom de Shrimant Rajashri Shivaji VI Chhatrapati Maharaj Sahib Bahadur sota un consell de regència dirigit pel Meherban Shrimant Rajamanya Rajashri Jaisinhrao Narayanrao (àlies Aba Saheb) Ghatge Sarjerao Vajarat-ma-ab de Kagal sènior; el nou sobirà havia nascut el 1863 i havia d'arribar a la majoria el 1886, però el 13 de març de 1882 fou declarat boig. Va morir assassinat a Ahmednagar pel seu guardià el 25 de desembre de 1883.
El fill del regent, Yeshwant Rao àlies Baba Sahib (nascut el 1874), fou acceptat pel govern de l'Índia com a successor el 22 de febrer de 1884 i adoptat per la rani Anandbai Sahib (vídua de Sivaji VI) el 17 de març de 1884 pujant al tron al mateix dia com Kshatriya-Kulawatasana Sinhasanadhishwar, Shrimant Rajashri Sir Shahu Chhatrapati Maharaj Sahib Bahadur. El seu pare va romandre regent fins a la seva mort el 20 de març de 1885, i llavors sota un consell de regència fins que va rebre plens poders el 2 d'abril de 1894, Va rebre el títol hereditaria de maharajà el 24 de maig de 1900 i salutació personal de 231 canonades l'1 de gener de 1909. Fou un destacat opositar a tota discrimanació i ho va plasmar en les lleis de l'estat i en la seva actuació personal privada i pública, especialment contra els intocables.
Va morir a Kolhapur el 6 de maig de 1922 deixant dos fills (el segon Shrimant Maharajkumar Shivaji Maharaj Bhonsle va morir al caure de cavall el 1918) i dues filles. El va succeir el seu fill gran Kshatriya-Kulawatasana Sinhasanadhishwar, Shrimant Rajashri Sir Rajaram III Chhatrapati Maharaj Sahib Bahadur, que va seguir la política paterna i va morir sense fills mascles (només una filla) el 26 de novembre de 1940.
El govern de l'Índia va escollir com a successor a Shrimant Pratapsinhrao Shankarrao Bhonsle Khanwatkar, fill petit (nascut el 1941) de Meherban Shrimant Shankarrao Bhonsle Khanwatkar àlies Nana Sahib de la branca de Satara, el 31 de desembre de 1941 i fou formalment adoptat per Shrimant Akhand Soubhagyavati Maharani Tarabai Sahib Maharaj Bhonsle, vídua de Rajaram III el 18 de novembre de 1942, sent proclamat el mateix dia, sota la regència de la seva mare adoptiva. Va morir a Bombai amb cinc anys el 28 de setembre de 1946 i fou escollit successor Vikramsinhrao àlies Nana Sahib Puar fill de Kshatriya Kulavatana Sena Sapta Sahasri Senapati Pratinidhi, Meherban Shrimant Maharaja Tukojirao III Krishnajirao àlies Bapu Sahib Puar (maharajà de Dewas Sènior). Va abdicar els seus drets al tron de Dewas Sènior a favor del seu fill únic (23 de març de 1947) i fou formalment adoptat per Shrimant Akhand Soubhagyavati Maharani Tarabai Sahib Maharaj Bhonsle, vídua de Rajaram III, el 31 de març de 1947 pujant al tron el mateix dia. El 24 d'octubre de 1947 va anunciar una sèria de fondes reformes polítiques incloent l'establiment d'un consell executiu i una legislatura electiva; el ministeri, format per persones populars, es va constituir el 19 de novembre de 1947. Després de l'assassinat de Mohandas Gandhi van esclatar disturbis i el govern de l'Índia va deposar el ministeri i va nomenar un administrador (22 de març de 1948) i poc després l'estat fou unit a la província i després estat de Bombai (1 de març de 1949). Va morir el 9 de maig de 1983.

## Llista de rages (des de 1900 maharajas)
- Sivaji II 1710 - 2 d'agost de 1714
- Sambhuji II (germà) 1714-20 de desembre de 1760
- Shivaji III 22 de setembre de 1762 - 24 d'abril de 1813 
  - Rani Jiji Bai, regent 1760 - 17 de febrer de 1773
  - Rani Durga Bai Bhonsle 1773 - 18 de juliol de 1779
- Shambhuji III "Appa Sahib" 1813 - 2 de juliol de 1821
- Sivaji IV 1821 - 3 de gener de 1822 
  - Shahaji (o Shahji), Regent 2 de juliol de 1821 - 3 de gener de 1822
- Shahaji o Shahji I àlies "Baba Sahib" 3 de gener de 1822 - 29 de novembre de 1838
- Shivaji V 1838 - 4 d'agost de 1866 
  - Rani Sai Bai, regent 1838 - 1845
- Rajaram II Nagaji Rao 1866 - 30 de novembre de 1870 
  - Rani Tara Bai, regent 1870 - 12 d'octubre de 1871
- Shivaji VI Chhatrapati Narayana Rao 12 Od'octubre de 1871 - 25 de desembre de 1883 
  - Rani Anand Bai, regent 25 de desembre de 1883 - 17 de març de 1884
- Shahaji o Shahji II Chhatrapati Jashwant, àlies "Baba Sahib" 1884 - 6 de maig de 1922 
  - Jaisinhrao Ghatge, regent 17 de març de 1884 - 20 de març de 1885
- Rajaram III Chhatrapati 1922 - 26 de novembre de 1940
  - Rani Tara Bai, regent 26 de novembre de 1940 - 31 de març de 1947
- Shivaji Chhatrapati 18 de novembre de 1942 - 28 de setembre de 1946
- Shahaji o Shahji II Chhatrapati 31 de març de 1947 - 1 de març de 1949 (Maharaja Vikramasimha Rao Puar de Dewas Sènior)